# Remixes (album de Melissa Mars)
Cet article concerne l'album de Melissa Mars. Pour l'album de Wink, voir Remixes.
Pour les articles homonymes, voir Remixes.
Remixes est un album digital de remixes extraits des deux premiers albums de la chanteuse Melissa Mars.

## Titres
| No | Titre                            | Durée |
| -- | -------------------------------- | ----- |
| 1. | Papa m'aime pas (Gamebeat Remix) | 3:40  |
| 2. | Et alors ! (Gamebeat Radio Edit) | 3:56  |
| 3. | Et alors ! (Gamebeat Club Remix) | 3:37  |
| 4. | And I hate you (Alex Kid Remix)  | 3:22  |
| 5. | Apocalips (Fred Helbert Remix)   | 3:39  |
| 6. | Apocalips (Aslak Remix)          | 3:11  |